# Itame
Itame är ett släkte av fjärilar. Itame ingår i familjen mätare.

## Bildgalleri

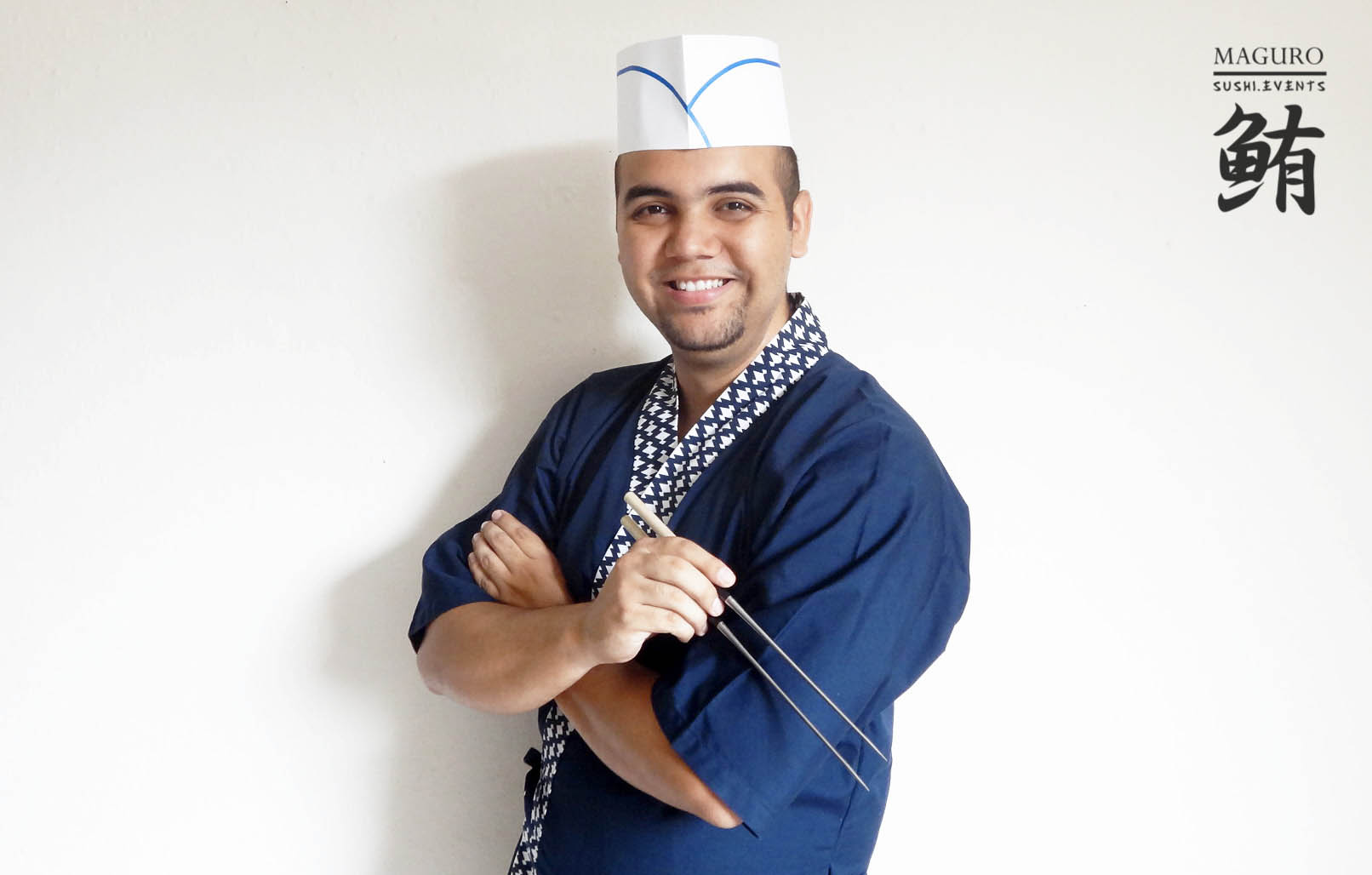
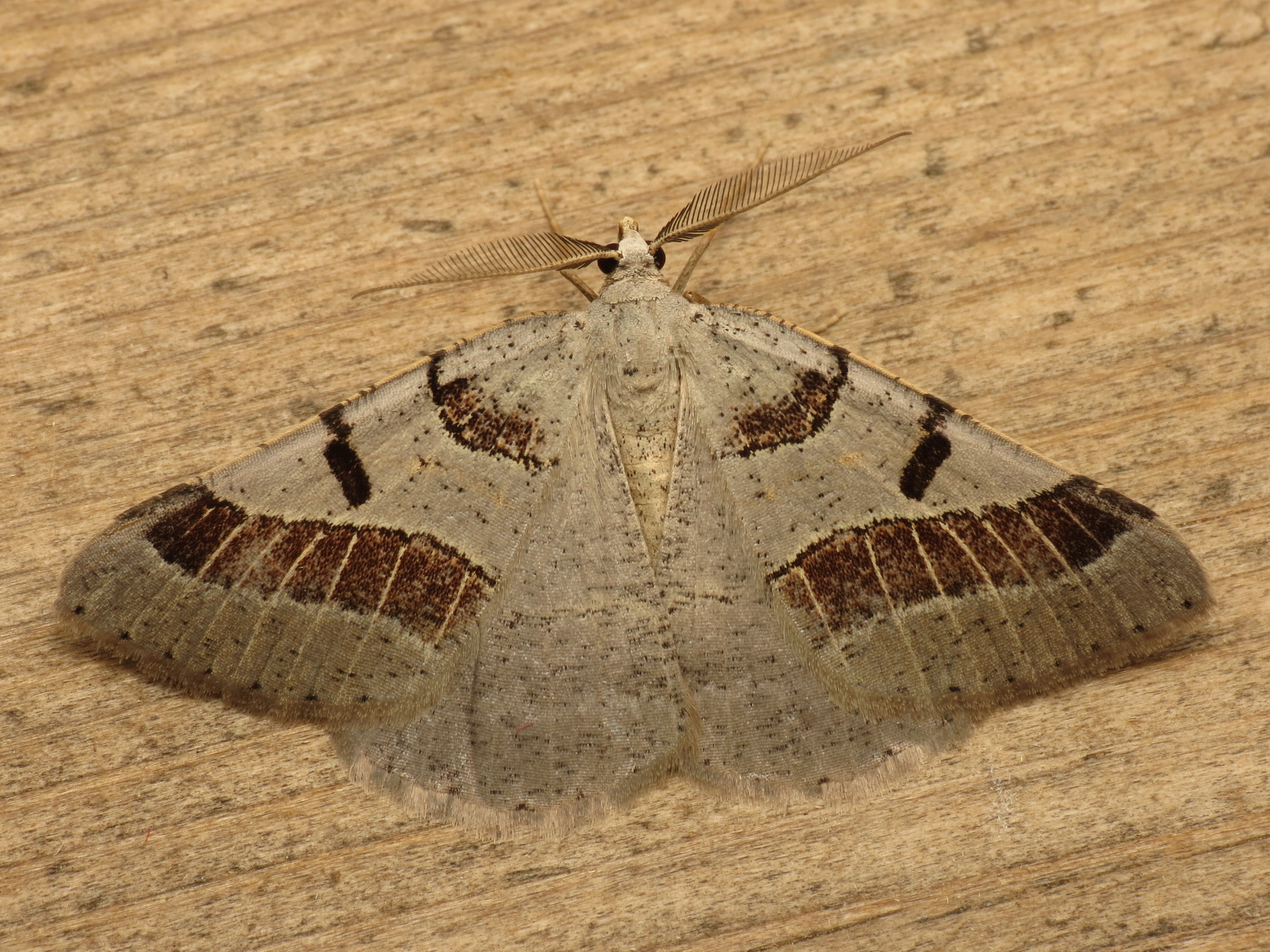
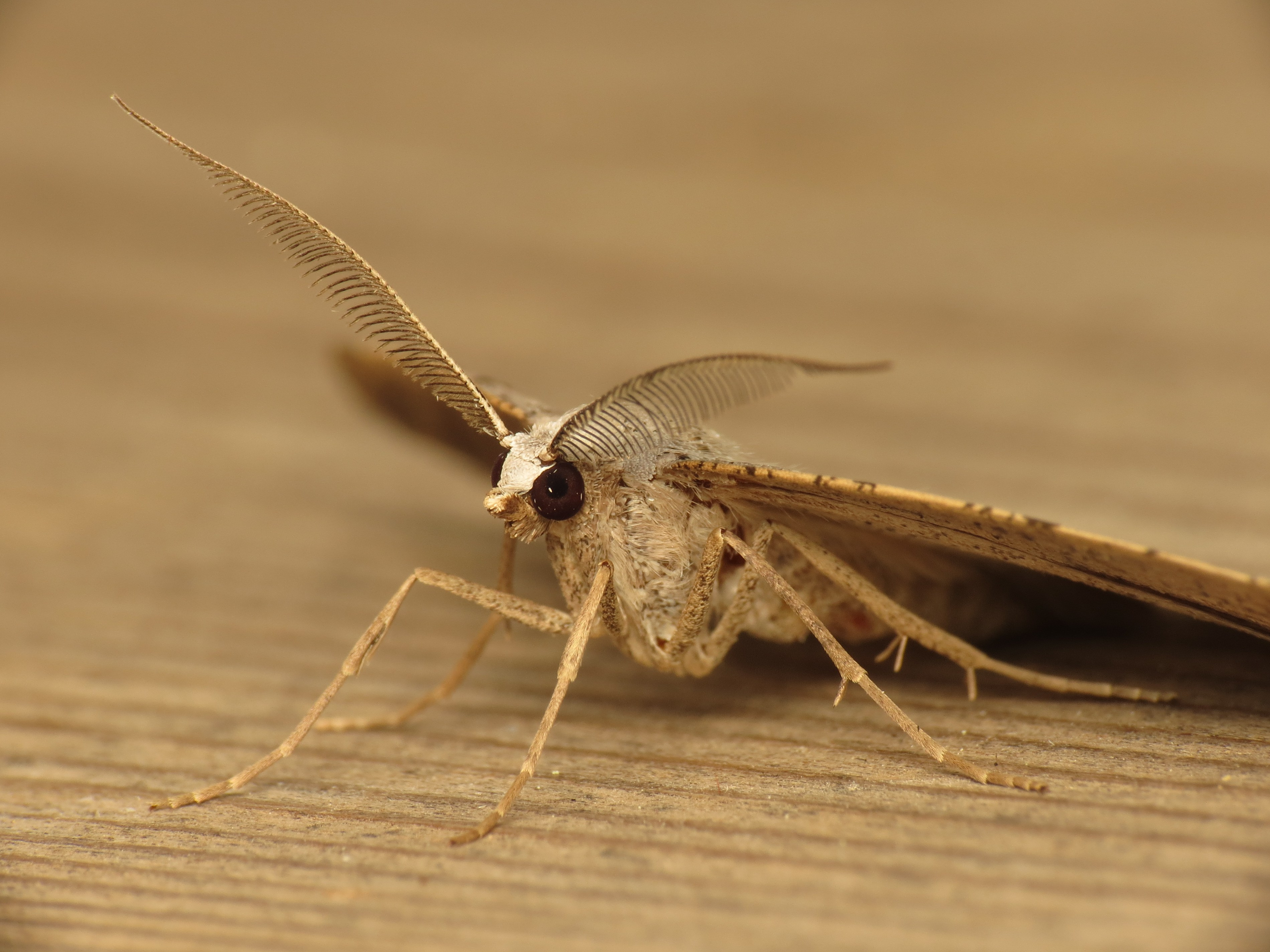
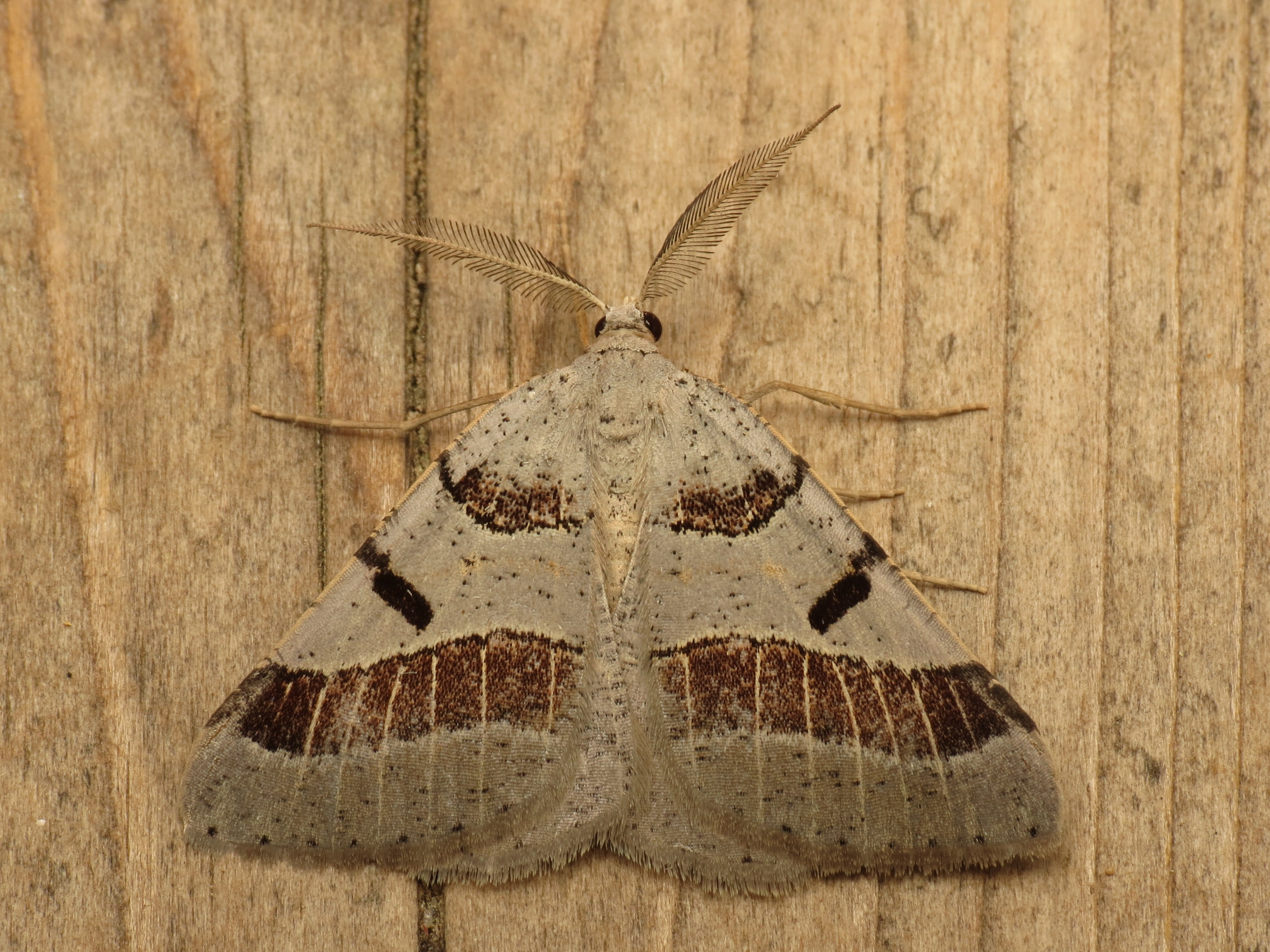
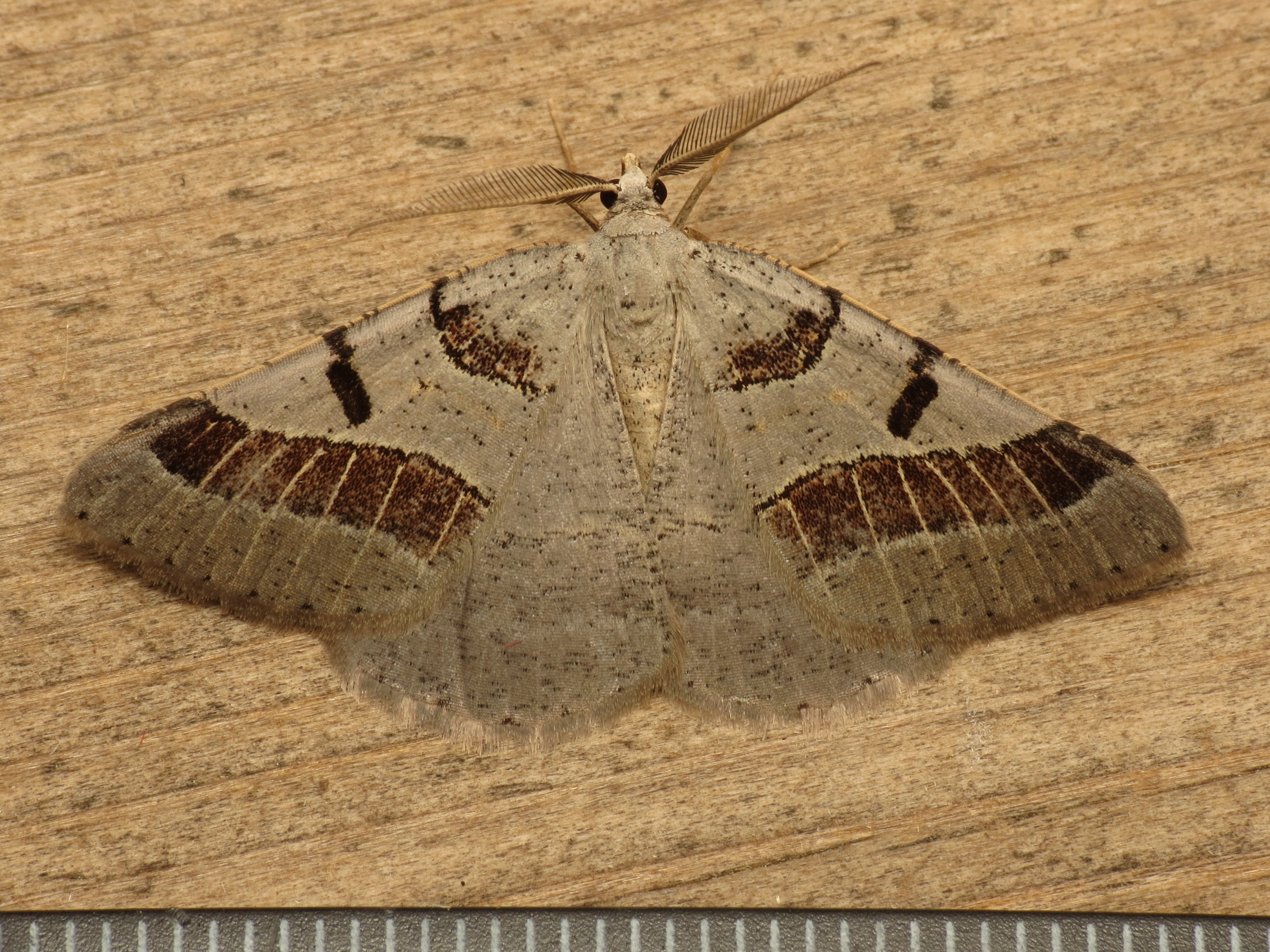
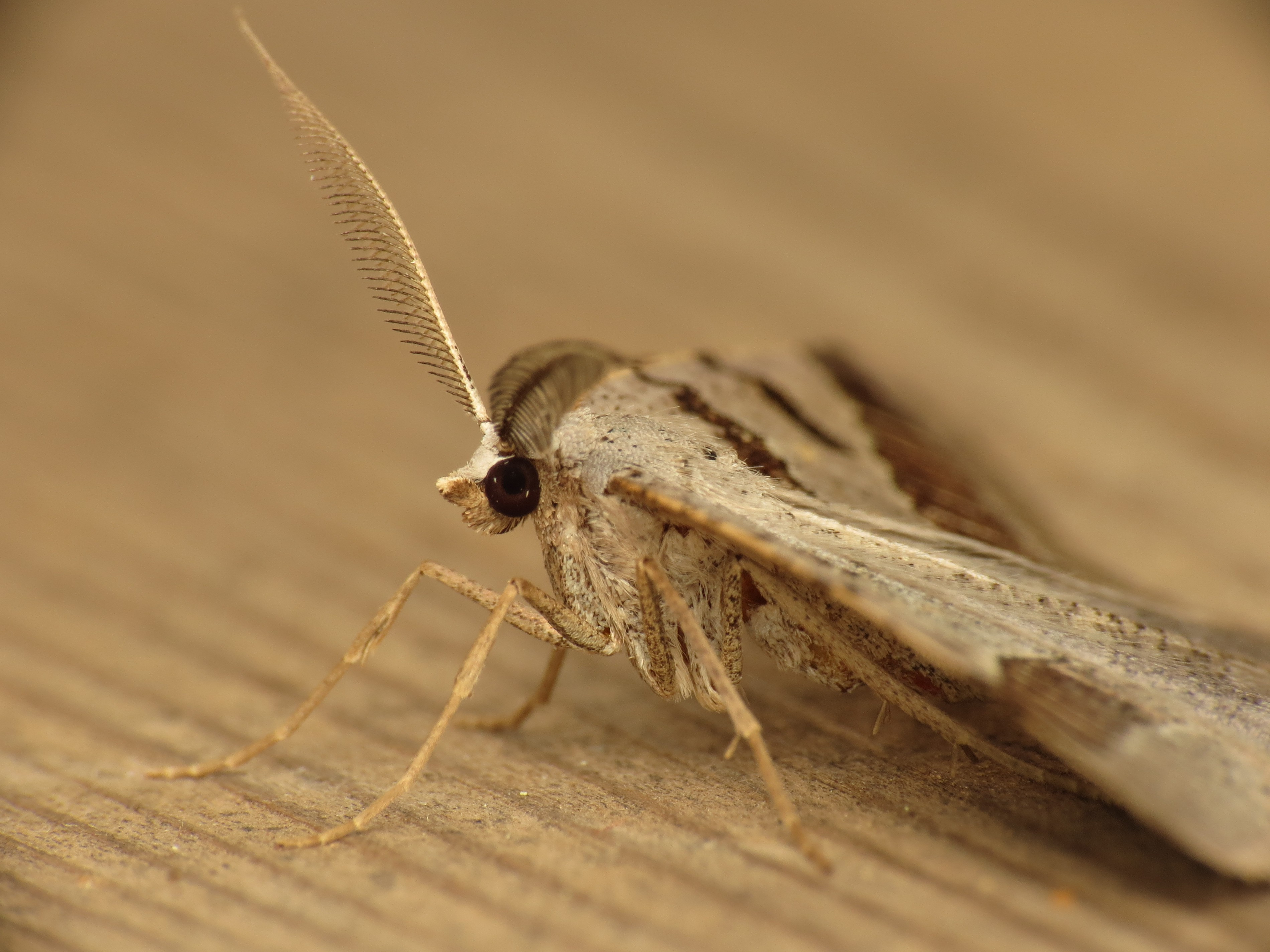

## Dottertaxa tillItame, i alfabetisk ordning[1]
- Itame abbreviata
- Itame acquiaria
- Itame aegaria
- Itame africana
- Itame alba
- Itame amboflava
- Itame anataria
- Itame andersoni
- Itame angulata
- Itame aniusaria
- Itame annisaria
- Itame argillacearia
- Itame aspersaria
- Itame atlantis
- Itame atrosignata
- Itame benigna
- Itame berta
- Itame berytaria
- Itame bitactata
- Itame brunnearia
- Itame brunneata
- Itame buffonaria
- Itame castalia
- Itame cerataria
- Itame chinensis
- Itame cineraria
- Itame cinerosaria
- Itame circumflexaria
- Itame colata
- Itame coloradensis
- Itame confederata
- Itame coortaria
- Itame coreame
- Itame correlatum
- Itame costimaculata
- Itame crocearia
- Itame dealbaria
- Itame deceptrix
- Itame decorata
- Itame deleta
- Itame denticulodes
- Itame dimidiata
- Itame disparata
- Itame distinctaria
- Itame donataria
- Itame enigmata
- Itame epigenata
- Itame evagaria
- Itame exauspicata
- Itame extemporata
- Itame fascioferaria
- Itame ferruginaria
- Itame flammata
- Itame flava
- Itame flavicaria
- Itame florida
- Itame fsignum
- Itame fulva
- Itame fulvaria
- Itame fusca
- Itame fuscaria
- Itame gaetana
- Itame gausaparia
- Itame graphidaria
- Itame grisearia
- Itame grossbecki
- Itame grossulariata
- Itame guenearia
- Itame halituaria
- Itame helena
- Itame hulstiaria
- Itame imitata
- Itame imperatoria
- Itame inaptata
- Itame inquinaria
- Itame intractata
- Itame julia
- Itame koreaebia
- Itame lapidata
- Itame latefasciata
- Itame latiferrugata
- Itame lineata
- Itame loricaria
- Itame lorquinaria
- Itame lycioidaria
- Itame marcescaria
- Itame marginata
- Itame messapiaria
- Itame metanemaria
- Itame minata
- Itame mizanensis
- Itame modestaria
- Itame mrassinaria
- Itame nanula
- Itame nolaria
- Itame nubilata
- Itame obscurior
- Itame occiduaria
- Itame ochrifascia
- Itame olivalis
- Itame orientis
- Itame packardaria
- Itame pallescens
- Itame pallidula
- Itame pallipennata
- Itame pallipennis
- Itame particolor
- Itame paulensis
- Itame perarcuata
- Itame perornata
- Itame philadelphiaria
- Itame pinetaria
- Itame plana
- Itame plumbeolata
- Itame plumosata
- Itame punctilineata
- Itame pustularia
- Itame quadrilinearia
- Itame quinquaria
- Itame reducta
- Itame regularis
- Itame ribearia
- Itame schatzeata
- Itame semicanaria
- Itame semipallida
- Itame semivolata
- Itame sericeata
- Itame sigmaria
- Itame simplex
- Itame simpliciata
- Itame sobriaria
- Itame sordida
- Itame sparsaria
- Itame spodiaria
- Itame stehliki
- Itame subalbaria
- Itame subcessaria
- Itame subdiversa
- Itame subfalcata
- Itame subvalida
- Itame sulphuraria
- Itame sulphurea
- Itame sylvaria
- Itame teknaria
- Itame tephraria
- Itame triconjuncta
- Itame tripartita
- Itame tripunctaria
- Itame umbrifasciata
- Itame umbriferata
- Itame unicinctata
- Itame unicolor
- Itame unicoloraria
- Itame unilineata
- Itame varadaria
- Itame vauaria
- Itame wauaria
- Itame wavaria
- Itame wawaria
- Itame verrillata
- Itame vinctaria
- Itame vincularia
- Itame vnigraria
- Itame vremotum
- Itame vsolum